# Шах Джахан
Шах Джахан (5 січня 1592, Лахор — 22 січня 1666, Агра) — 5-й могольський падишах (роки правління 1628—1658).
За часів його правління було збудовано мавзолей Тадж Махал.

## Життєпис
Нащадок Тамерлана (1336-1405), третій син імператора Джаханґіра і раджпутської царівни Манаваті (доньки марварського рао Удай Сінґха Ратхор). 1612 року одружився з небогою Джахангірової дружини Нур Джахан, що істотно додало йому шансів у боротьбі за престолонаслідування. У 1622 - 1625 роках принц Хуррем повстав проти свого батька Джаханґіра, був розбитий, але прощений батьком. Після смерті Джахангіра заручився підтримкою брата Нур Джахан — Асаф-хана — і у вересні 1628 проголосив себе в  Агрі імператором, прийнявши тронне ім'я Шах-Джахан.
Царювання Шах-Джахана було відзначено видатними успіхами в боротьбі Великих Моголів з раджею  Декана. До 1636 Ахмеднагар увійшов до складу його держави, а Голконда і Біджапур відкуповувалися багатою даниною. Шах-Джахану вдалося просунути кордони держави і на північний захід, де в 1638 р. моголи оволоділи перською фортецею Кандагар. У 1646 р. сили Шах-Джахана. скориставшись протистоянням бухарського хана Надир-Мухаммада з синами, досягли Бадахшана і  Балха в сучасному Таджикистані. На вершині могутності, 1648 року, Шах-Джахан переніс свою столицю з Агри в Делі, де ним було побудовано нове місто  Шахджаханабад.

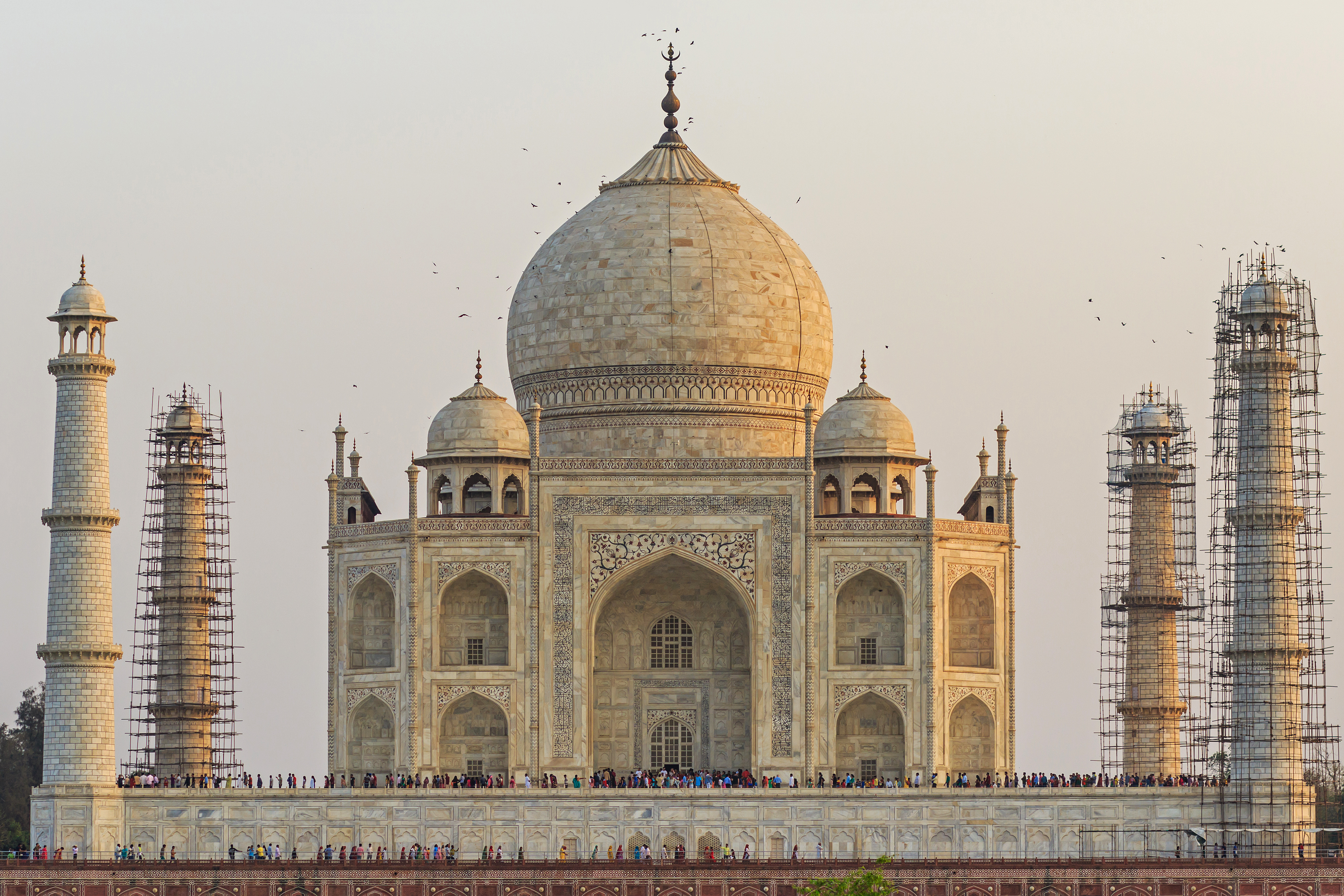
Місце спочинку Шах-Джахана і його дружини - мавзолей Тадж-Махал в Агрі

До кінця правління Шах-Джахана моголи стали терпіти поразки в боротьбі з  Сефевідами. У 1648 Балх довелося залишити, і спроби повернути його в 1649, 1652 та 1653 роках не мали успіху. Кандагар повернувся до персів в 1649. У 1658 чутки про смерть Шах-Джахана призвели до міжусобної війни між його синами, в результаті якої він був повалений сином Аурангзебом, заточений у власних покоях (за легендами - в скарбниці), де і помер у 1666.
Шах-Джахан відомий за життєписом «Таріх-е делгуша», створеним  Інаятуллахом Канбу. Між істориками немає єдності в оцінці його діяльності. Хоча його двір і створені ним пам'ятники вражали європейців більше, ніж творіння інших Великих Моголів, і хоча саме Шах-Джахану належали такі коштовності, як Кохінур і рубін Тимура, не можна заперечувати й те, що саме його невдалі війни з Персією підірвали могутність імперії і поставили її на межу фінансового краху.